# Rochefortia
- Commons
- Wikispecies

Rochefortia é um gênero de plantas pertencente à família Boraginaceae.